# Roman Cress
Roman William Cress (né le 2 août 1977 à Kaven) est un athlète marshallais, spécialiste du sprint.
Il s’agit du premier athlète des Îles Marshall à représenter son pays aux Jeux olympiques, ceux de 2008 à Pékin. Son père est Américain et sa mère de l’atoll de Maloelap.
Il remporte le 200 m lors des Championnats d'Océanie d'athlétisme 2011.
Son record personnel sur 100 m est de 10 s 39 (+1.9) à Minneapolis, MN, le 15 mai 1999.